# Baillaud (Mondkrater)
Der Einschlagkrater Baillaud liegt nahe dem Nordpol des Mondes.
Im südwestlichen Umfeld des Kraters befindet sich die Geländeformation Meton. Weiter im Osten trifft man auf den Mondkrater Petermann. Euctemon grenzt direkt an den nordöstlichen Kraterrand. Die Verkürzung der Sichtlinie zur Erde ist verantwortlich dafür, dass der Mondkrater Baillaud länglich erscheint.

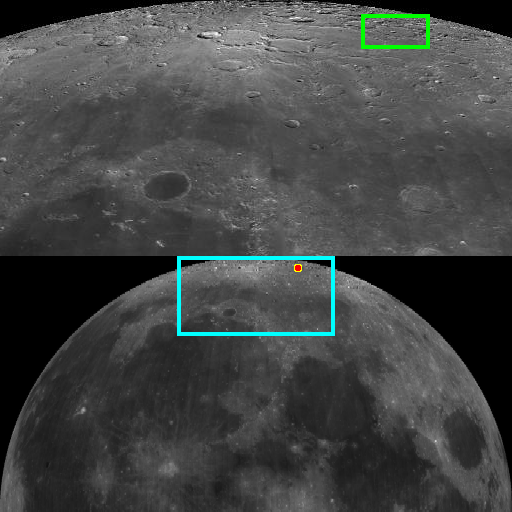
Lage des Kraters auf einem Bild der Sonde Clementine

Sein Rand ist stark erodiert und infolge zahlreicher Einschläge umschließt den Krater nunmehr ein hügeliger Grat. Im Nordosten wird er teilweise vom Krater Euctemon überlagert, wodurch er nach Nordwesten ausgewölbt ist. Im Süden fehlt der Rand ganz und der Krater ist dort mit einem Lavafeld verbunden.
Der Innenraum des Mondkraters Baillaud ist durch vergangene Lavaströme überschwemmt worden, so dass seine ebene Fläche sich durch viele kleine Krater in der westlichen Hälfte charakterisieren lässt. In ihr befindet sich der Nebenkrater Baillaud E.
Es gibt weder einen Zentralberg noch andere signifikante Grate im gesamten Innenraum des Mondkraters. 

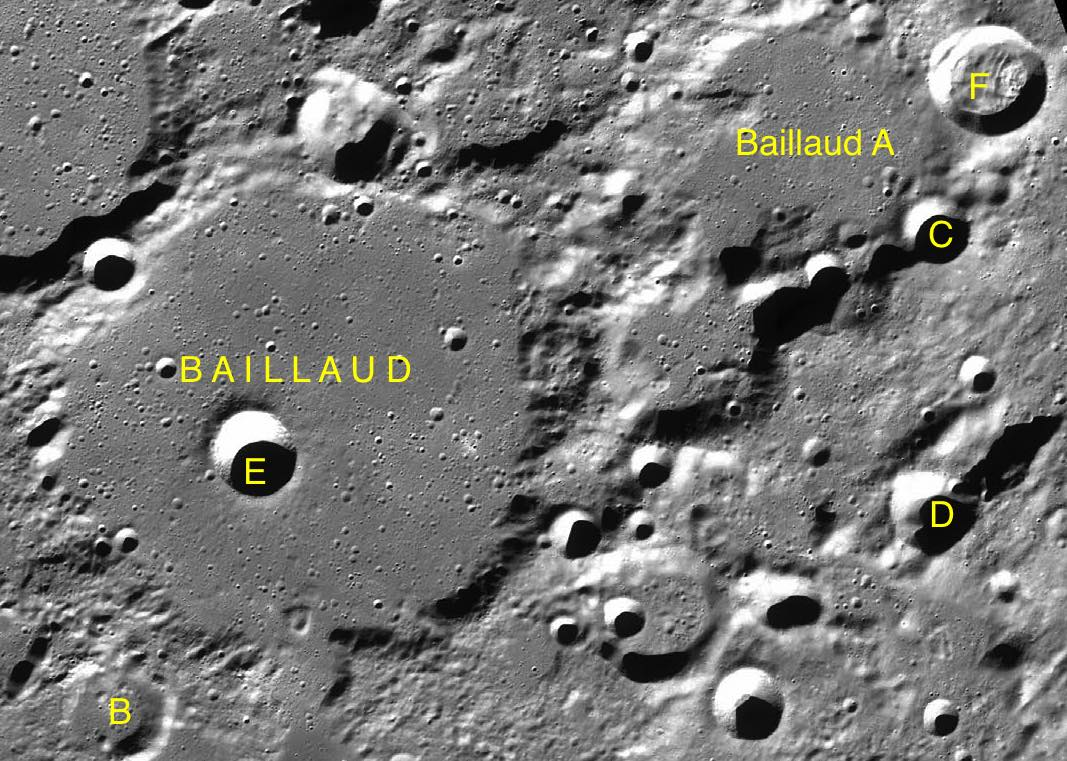
Baillaud und seine Nebenkrater

Baillaud hat sechs Nebenkrater:
| Buchstabe | Position           | Durchmesser | Link |
| --------- | ------------------ | ----------- | ---- |
| A         | 75,62° N, 48,44° O | 56 km       |      |
| B         | 72,92° N, 33,07° O | 15 km       |      |
| C         | 74,9° N, 50,84° O  | 11 km       |      |
| D         | 73,4° N, 49,29° O  | 15 km       |      |
| E         | 74,33° N, 35,83° O | 15 km       |      |
| F         | 75,62° N, 52,92° O | 19 km       |      |